# ELO Part II
ELO Part II — британская рок-группа, основанная в 1989 году Бивом Бивэном, бывшим сооснователем и барабанщиком группы Electric Light Orchestra.

## История
Группа была сформирована Бивом Бивэном после фактического распада группы Electric Light Orchestra. Джефф Линн отказался от записи нового альбома ELO с Бивэном и другими участниками группы, но Бивэн решил продолжать дальше, а так как они с Линном имели равные права на имя группы, то Бивэн назвал новый проект «Electric Light Orchestra Part Two», «Electric Light Orchestra Part II» или «ELO Part II».
Группа выпустила два самостоятельных студийных альбома: «Electric Light Orchestra Part 2» (1991) и «Moment Of Truth» (1994). Наиболее известная и интересная композиция ELO Part II — «Honest Man» с альбома 1991 года «Part Two». На обоих альбомах представлена великолепная богатая музыка, в которую основатель Бив Бивэн вернул классическое оркестровое звучание ELO, а также фирменные оттенки в виде скрипки Мика Камински и виолончелей.
Также группа активно занималась концертной деятельностью, исполняя на концертах, в том числе, хиты группы ELO. Некоторые из этих концертов были записаны и изданы.
В 2000 году Бивэн покинул группу, продав Джеффу Линну свои права на название «Electric Light Orchestra», в связи с чем, оставшиеся участники группы были вынуждены сменить название на «The Orchestra», при этом акцент рекламы остался на том, что они — «экс-ELO и ELO Part II». Название «The Orchestra» также преемственно к названию,  существовавшего в конце 80-х — начале 90-х годов,  проекта Мика Камински и Келли Гроуката «OrKestra», записавшего два альбома в классическом звучании ELO.

## Состав
- Бив Бивэн — ударные, бэк-вокал (1989—2000; участник ELO 1970—1983, 1985—1986)
- Луис Кларк — клавишные (1989—2000; участник ELO 1974—1983, 1985—1986)
- Эрик Троер — клавишные, вокал, гитара (1989—2000)
- Питер Хейкок — гитара, бас-гитара, вокал (1989—1993; умер в 2013)
- Нил Локвуд — гитара, вокал (1989—1993)
- Мик Камински — скрипка (1990—2000; участник ELO 1973—1983, 1985—1986)
- Келли Гроукат — бас-гитара, вокал (1991—2000; участник ELO 1974—1983; умер в 2009)
- Хью Макдауэлл — виолончель (1991—1992; участник ELO 1972, 1973—1979)
- Фил Бейтс — гитара, вокал (1993—1999)
- Парфенон Хаксли — гитара, вокал (1999—2000)

## Дискография

### Студийные альбомы
- Electric Light Orchestra Part Two (1990 США, 1991 Великобритания)
- Moment of Truth (1994 Великобритания, 1995 США)

### Концертные альбомы
- Performing ELO’s Greatest Hits Live Featuring The Moscow Symphony Orchestra (1992)
- One Night. Live in Australia (1996 Великобритания, 1997 США)